# 2572 Annschnell
2572 Annschnell (1950 DL) là một tiểu hành tinh vành đai chính được phát hiện ngày 17 tháng 2 năm 1950 bởi Karl Wilhelm Reinmuth ở Heidelberg.